# Tmesisternus fuscosignatus
Tmesisternus fuscosignatus är en skalbaggsart som beskrevs av Stefan von Breuning 1945. Tmesisternus fuscosignatus ingår i släktet Tmesisternus och familjen långhorningar. Inga underarter finns listade i Catalogue of Life.